# Wola Łaszewska
Wola Łaszewska – wieś w Polsce położona w województwie mazowieckim, w powiecie żuromińskim, w gminie Siemiątkowo. Ma status sołectwa.
| SIMC    | Nazwa          | Rodzaj    |
| ------- | -------------- | --------- |
| 0125641 | Budy Wolińskie | część wsi |

W latach 1975–1998 miejscowość administracyjnie należała do województwa ciechanowskiego.